# Muflier des champs
Misopates orontium
Espèce
Classification phylogénétique
Le muflier des champs (Misopates orontium), appelé aussi muflier rubicond ou tête-de-mort (en raison de l'aspect de ses fruits) est une petite plante appartenant à la famille des Scrophulariaceae selon la classification classique de Cronquist (1981), ou des Plantaginaceae selon la classification phylogénétique. C'est l'un des très rares représentants du genre Misopates, proche des gueules-de-loup et longtemps classé avec elles dans le genre Antirrhinum. Cette petite plante, adventice des cultures, a tendance à disparaître en raison de l'usage intensif des désherbants. On la reconnaît notamment à ses fleurs rose pourpré et à ses petites feuilles linéaires, semblables à celles de certaines linaires.

## Caractéristiques

### Organes reproducteurs
- Couleur dominante des fleurs : rose
- Période de floraison : juillet-octobre
- Inflorescence : épi simple
- Sexualité : hermaphrodite
- Ordre de maturation : homogame
- Pollinisation : entomogame, autogame

### Graine
- Fruit : capsule
- Dissémination : épizoochore

### Habitat et répartition
- Habitat type : annuelles commensales des cultures acidophiles, mésohydriques, thermophiles
- Aire de répartition : européen

Données d'après : Julve, Ph., 1998 ff. - Baseflor. Index botanique, écologique et chorologique de la flore de France. Version : 23 avril 2004.